# Saró
Saró (Saron, Σάρων) fou un mític rei de Trezè, successor d'Altep.
Va construir un santuari dedicat a Àrtemis Sarònia a la vora del mar, tant magnífic, que el golf de Trozen va rebre el nom de golf de Febe.
Saró era un gran caçador, i una vegada, mentre caçava perseguint una cérvola, l'animal va saltar al mar. Saró s'hi va tirar al seu darrere, i va nedar tanta estona que es va anar quedant sense forces fins que es va ofegar. Les onades van llençar el seu cos a poca distància del temple. Va ser enterrat a la cova d'Àrtemis i, en endavant, el golf entre l'Àtica i l'Argòlida fou anomenat golf Sarònic. Prop de Trozen hi havia també una petita ciutat anomenada Saron.